# Circondario di Peine
Il circondario di Peine (targa PE) è un circondario (Landkreis) della Bassa Sassonia, in Germania.

Comprende 1 città e 7 comuni.
Capoluogo e centro maggiore è Peine.

## Geografia antropica

### Città
- Peine (comune indipendente) 50 461

### Comuni
- Edemissen 12 502
- Hohenhameln 9 401
- Ilsede 21 975
- Lengede 13 937
- Vechelde 18 158
- Wendeburg 10 526